# Sarsiella greyi
Sarsiella greyi är en kräftdjursart. Sarsiella greyi ingår i släktet Sarsiella och familjen Sarsiellidae. Inga underarter finns listade i Catalogue of Life.